# Спас-Талиця
Спас-Тали́ця (рос. Спас-Талица) — село у складі Орічівського району Кіровської області, Росія. Адміністративний центр Спас-Талицького сільського поселення.
Населення становить 348 осіб (2010, 277 у 2002).
Національний склад станом на 2002 рік — росіяни 95 %.